# روين فان زانن
روين فان زانن (بالهولندية: Rowin van Zaanen)‏ (18 سبتمبر 1984 بأمستردام في هولندا - ) هو لاعب كرة قدم هولندي في مركز الوسط. لعب مع فيلم تو تيلبورغ ونادي فولندام وCincinnati Dutch Lions ‏ والمير سيتي وفورتونا سيتارد.

## روابط خارجية
- روين فان زانن على موقع قاعدة بيانات كرة القدم.إي يو (الإنجليزية)
- روين فان زانن على موقع Soccerway.com (الإنجليزية)